# João Villaret
João Henrique Pereira Villaret (* 10. Mai 1913 in Lissabon; † 21. Januar 1961 ebenda) war ein portugiesischer Schauspieler.

## Werdegang
Nach Abschluss der Theaterschule des Nationalkonservatoriums schloss er sich der Theaterkompagnie von Amélia Rey Colaço und Robles Monteiro an. Nach 1944 wechselte er zum neugegründeten Ensemble Os Comediantes de Lisboa, von António Lopes Ribeiro und seinem Bruder Ribeirinho. Er trat in verschiedenen Kinofilmen auf und in zahlreichen Radioprogrammen. Mit Aufkommen des Fernsehens in Portugal trat er auch dort auf. Hier fiel er besonders mit seinen Literaturlesungen und ausdrucksstarken Gedichtsrezitationen im Sonntagsprogramm der RTP auf. Es sind bis heute zahlreiche dieser Aufnahmen von ihm als Tonträger im Handel.
Villaret zählt bis heute zu den einflussreichsten Theaterschauspielern Portugals. Raul Solnado benannte das von ihm gegründete Teatro Villaret nach ihm, und in Loures trägt eine weiterführende Schule seinen Namen.

## Filmografie
- 1936: Bocage; R: José Leitão de Barros
- 1941: O Pai Tirano; R: António Lopes Ribeiro
- 1944: O Violino do João; R: Bras Alves
- 1944: Königliche Blutrache (altern. dt. Titel: „Die tote Königin“, orig.: „Inês de Castro“); R: José Leitão de Barros
- 1946: Camões; R: José Leitão de Barros
- 1947: Três Espelhos; R: Ladislao Vajda
- 1950: Frei Luís de Sousa; R: António Lopes Ribeiro
- 1952: A Garça e a Serpente; R: Arthur Duarte
- 1959: O Primo Basílio; R: António Lopes Ribeiro